# Социальная кибернетика
Социальная кибернетика (англ. Sociocybernetics) — независимый раздел в социологии, основанный на общей теории систем и кибернетике.
Она также имеет корни в консультативной практике организационного развития и в теориях коммуникации, психотерапии и информатики. Международная социологическая ассоциация имеет особый научный комитет который публикует электронную версию «Журнал Социокибернетики» (англ: Journal of Sociocybernetics).
Приставка «социо» в термине социокибернетика относится к любой социальной системе (по определению, кроме прочих, Толкотта Парсонса и Никласа Лумана).
Идею изучать общество как систему можно проследить до времён создания социологии, когда идея функциональной дифференциации была применена к обществу Огюстом Контом.
Основная цель создания социальной кибернетики — создание теоретической основы и инструментов информационной технологии для преодоления стандартных вызовов, с которыми на сегодняшний день сталкиваются отдельные личности, пары, семьи, компании, организации, страны и международные отношения.

## Анализ социальных сил
Одна из задач социальной кибернетики — отмечать, измерять, использовать и находить способы влияния в параллельной сети социальных сил, которые влияют на человеческое поведение. Цель специалиста по социальной кибернетике — понимать ведущие и контролирующие механизмы, которые управляют обществом (и поведением личностей в конкретных случаях) на практике и выявить более продвинутые методы, использовать их и изменять их под волю специалиста.

## Общая теоретическая основа
Социальная кибернетика имеет под собой цель создать общую теоретическую основу для понимания кооперативного поведения. Она утверждает, что предоставляет глубокое понимание общей теории эволюции. В ней говорится: Все живые системы проходят сквозь шесть уровней взаимоотношений (социальных ступеней) в своих подсистемах:
- А) Агрессия: выживи или умри
- Б) Бюрократия: следуй нормам и правилам
- В) Соревнование: мои победы-твои поражения
- Г) Договоренность: проявление личных чувств и целей
- Д) Эмпатия: кооперация в рамках единого интереса
- Е) Свободная воля: Способность любого вида существ вне зависимости от разновидности, расы, пола, вероучения, веры, генетики или сознания управлять своим существованием и не находиться под контролем. «Быть свободными, выбирать способ прожить жизнь без дискриминации или вмешательства».

Прохождение сквозь эти шесть фаз взаимоотношений теоретически дает основу для социально кибернетического изучения эволюционной системы, в которой социальная кибернетика играет роль «уравнения жизни». Социальная кибернетика может быть определена как «Системная Наука в Социологии и других Социальных Науках» — системная наука потому что социальная кибернетика не ограничена теорией, а включает в себя так же и практическое применение, эмпирические исследования, методологию, аксиологию и эпистемологию. В общем употреблении «теория систем» и «кибернетика» зачастую взаимно заменяются или используются в комбинации. Таким образом они могут считаться синонимами хотя эти два определения имеют разные корни и не имеют полного распространения в других языках и национальных традициях.
Социальная кибернетика включает в себя как кибернетику первого, так и второго порядков. Кибернетика, по классическому определению Винера — наука об общих закономерностях передачи и преобразования информации в живых организмах и машинах". Хейнц фон Фёрстер выделил особенности кибернетики первого «изучение наблюдаемых систем» и второго порядка «изучение наблюдения за системами». Кибернетика второго порядка явно основана на радикальном конструктивизме и заботится о вопросе отсылок на саму себя, уделяет особое внимание зависимости наблюдателя от имеющихся знаний, включая научные теории. В междисциплинарном и холистическом духе, пусть социология и является центром внимания социальной кибернетики, остальные социальные науки такие как психология, антропология, политология, экономика тоже упоминаются с уклоном, зависящим от постановки научного вопроса.

## Вызовы и сложности
Недавние изучения института Санта-Фе представляют идею, что социальные системы, такие как города, не действуют как организмы, как было заявлено некоторыми учеными из социальной кибернетики.